# Warszawa. Rok 5703
Warszawa. Rok 5703 – film z 1992 roku w reżyserii Janusza Kijowskiego, znany również pod alternatywnym tytułem Tragarz puchu.
Postać fiakra Gedaliego stworzył Jerzy Janicki przywołując autentyczną osobę znaną osobiście z Buczacza, zarazem umieszczając tę osobę w scenariuszu filmu pt. Spadek.

## Obsada
- Lambert Wilson – Alek
- Hanna Schygulla – Stefania Bukowska
- Julie Delpy – Fryda – żona Alka
- Krzysztof Zaleski – gestapowiec
- Władysław Kowalski – fotograf
- Piotr Cieślak – wikary
- Paweł Nowisz – zakrystianin
- Leon Niemczyk – oficer, sąsiad Stefanii
- Tomasz Jarosz – żołnierz niemiecki
- Marek Kasprzak – żołnierz niemiecki